# Lista över Serial Experiments Lain-media

## Avsnitt
Detta är en komplett lista över avsnitten i animen Serial Experiments Lain, som först sändes på TV Tokyo den 6 juli 1998 och avslutades den 28 september 1998 med dess trettonde och sista avsnitt.
| Navi |               |                   |  |  |  |  |
| 01 | Weird         | 6 juli 1998       |  |  |  |  |
| Ett antal människor får e-mail från en tjej som begick självmord - Chisa Yomoda - i vilka hon påstår att hon endast lämnade sin kropp, men egentligen fortfarande är vid liv i Wired, och att gud också är där. När den introverta Lain också får ett sådant brev väcks hennes intresse för datorer och hon ber sin far om en ny NAVI. |               |                   |  |  |  |  |
| |               |                   |  |  |  |  |
| 02 | Girls         | 13 juli 1998      |  |  |  |  |
| När Alice, Juri och Reika talar med Lain nämner de att de såg henne under deras första besök på technoklubben 'Cyberia', men att de inte kände igen hennes ovanligt kraftiga personlighet. Efter visst övertalande beslutar sig Lain för att följa med Alice och hennes vänner tillbaka till Cyberia, för att bevisa att det inte var hon. Men Lain blir inblandad i ett skottdrama utfört av en man under inflytande av drogen Accela.                                                                         |               |                   |  |  |  |  |
| |               |                   |  |  |  |  |
| 03 | Psyche        | 20 juli 1998      |  |  |  |  |
| Lains liv kastas ytterligare i oordning då hon märker att hon övervakas av "Men in Black" nära sitt hem. På skolan får hon ta emot ett anonymt brev innehållande ett datorchip, kring vilket hon först frågar sin far, och sedan den jämngamla Taro på Cyberia. Taro känner då igen henne efter att en gång ha sett henne i Wired och påpekar att hennes personlighet där var den raka motsatsen till hennes personlighet i den verkliga världen, vilket väcker teorin om att två separata Lain existerar.      |               |                   |  |  |  |  |
| |               |                   |  |  |  |  |
| 04 | Religion      | 27 juli 1998      |  |  |  |  |
| Rykten sprids på Lains skola och i Wired om att ett antal elever på flera högstadium begår självmord, där alla döda var beroende av det internetbaserade actionspelet PHANTOMa. Lain blir intresserad och undersöker ryktena, för att upptäcka att självmorden troligen orsakades av den hemlighetsfyllda hackergruppen känd som "Knights of the Eastern Calculus" (eller kort och gott "Knights"). |               |                   |  |  |  |  |
| |               |                   |  |  |  |  |
| Knights |               |                   |  |  |  |  |
| 05 | Distortion    | 3 augusti 1998    |  |  |  |  |
| Mitt under en serie incidenter orsakade av att Tokyos trafikinformationssystem hackades för att medvetet orsaka olyckor, upplever Lain ett antal hallucinationer som lär henne mer om Wireds, och den så kallade guden Deus däri. Under tiden drivs Lains syster Mika till vansinne när Knights upprepade gånger uppmanar henne att "fullborda profetian." |               |                   |  |  |  |  |
| |               |                   |  |  |  |  |
| 06 | Kids          | 10 augusti 1998   |  |  |  |  |
| En illusion av Lain dyker upp i skyn och barn lyfter sina händer mot denna bild. Lain letar efter orsaken till denna händelse och hittar Professor Hodgesn, skaparen av KIDS. KIDS var ett experiment i syfte att samla parapsykologisk energi från barn och lagra den. Resultatet av projektet förintade barnen, men Knights lyckades komma över projektets planer. |               |                   |  |  |  |  |
| |               |                   |  |  |  |  |
| 07 | Society       | 17 augusti 1998   |  |  |  |  |
| Knights aktiviteter börjar klarna då de dyker upp på kvällsnyheterna. Lain blandas in mer och mer i Wired, till vilket hon är bundet även i klassrummet genom sin HandiNAVI. Alice börjar oroas för att Lain återigen ska bli inåtvänd och nämner att hon börjar påminna om "sitt gamla jag". Men in Black gör sitt drag och ber Lain att följa med dem till ett kontor av Tachibana, där hon frågas ut om sig själv, sitt ursprung och sina föräldrar.                                                         |               |                   |  |  |  |  |
| |               |                   |  |  |  |  |
| Deus |               |                   |  |  |  |  |
| 08 | Rumors        | 24 augusti 1998   |  |  |  |  |
| Lain utreder Wired ytterligare. Ett rykte sprids att Alice har sexuella fantasier kring en manlig lärare, och ett annat rykte säger att Lain spred det första. För att hantera oron av att avvisas tar Lain tag i ett verkligt problem för första gången, vilket får kopior av henne att dyka upp allt oftare. |               |                   |  |  |  |  |
| |               |                   |  |  |  |  |
| 09 | Protocol      | 31 augusti 1998   |  |  |  |  |
| Genom hela avsnittet visas bakgrundsinformation ur arkiv om Roswellincidenten, MJ-12, MEMEX, Xanadu, John C. Lilly, Schumannresonansen och Eiri Masami. Under tiden får Lain ett mikrochip av JJ, DJ:n på nattklubben Cyberia. Hon ber då Taro att följa med henne på en "träff" för att fråga honom om det. Efter att först ha skrämts av hennes chip erkänner han att det är en kod skapad av Knights i syfte att influera människors minnen. Han tar dem i försvar men säger att han inte vet mycket om dem. |               |                   |  |  |  |  |
| |               |                   |  |  |  |  |
| 10 | Love          | 7 september 1998  |  |  |  |  |
| Eiri Masami introducerar sig själv som gud och förklarar att han är det genom alla hans troende, Knights. Medveten om detta tar Lain hand om Knights en gång för alla och läcker en lista av alla deras medlemmar i Wired, vilket lämnar ett spår av mord (utförda av Men in Black) och självmord. |               |                   |  |  |  |  |
| |               |                   |  |  |  |  |
| Reset |               |                   |  |  |  |  |
| 11 | Infornography | 14 september 1998 |  |  |  |  |
| Lain ligger utmattad i sitt rum, med endast en kabel snodd kring sig. Efter en lång och komplicerad flashbacksekvens dyker Eiri upp för att gratulera henne, då hon laddade ner sin NAVI till sin egen hjärna, men varnar henne även för "hårdvarukapacitet". Lain uppenbaras för Alice och säger att allting är möjligt då de inte behöver maskiner längre, så hon kommer att ordna alla hennes problem. Nästa dag verkar ingen minnas något av ryktena kring Alice, och Lain skänker henne ett leende.        |               |                   |  |  |  |  |
| |               |                   |  |  |  |  |
| 12 | Landscape     | 21 september 1998 |  |  |  |  |
| Gränsen mellan verkligheten och Wired rämnar. Men in Black får sin sista lön av sin arbetsgivare. Eiri Masami gör sitt avslutande drag som slutar i en sista konfrontation med Lain |               |                   |  |  |  |  |
| |               |                   |  |  |  |  |
| 13 | Ego           | 28 september 1998 |  |  |  |  |
| Lain fullföljer sitt inre mål om identitet och tar radikala beslut. |               |                   |  |  |  |  |
| |               |                   |  |  |  |  |

## Böcker
- Omnipresence In The Wired: 128 sidor i 96 färger med japansk text. Det innehåller ett kapitel för varje layer (avsnitt) och skisser ur produktionens tidiga stadium. Det innehåller även den korta mangan "The Nightmare of Fabrication". Boken publicerades 1998 av Triangle Staff/SR-12W/Pioneer LDC. (ISBN 4-7897-1343-1)
- Yoshitoshi ABe lain illustrations ab# rebuild an omnipresence in the Wired: 148 sidor. En omarbetad version av "Omnipresence In The Wired" med nya bilder, tillägg av Chiaki J. Konaka och kapitlet "ABe's EYE in color of things" (en samling av hans fotografier). Den publicerades i Japan den 1 oktober 2005 av WANIMAGAYINE Co.,Ltd (ISBN 4-89829-487-1), och i USA översatt till engelska i juli 2006 av Digital Manga Publishing. (ISBN 1-56970-899-1).
- Visual Experiments Lain: 80 sidor med japansk text. Det innehåller detaljer kring skapandet, utformningen och handlingen av serien. Boken publicerades 1998 av Triangle Staff/Pioneer LDC. (ISBN 4-7897-1342-3)
- Scenario Experiments Lain: 335 sidor av "chiaki j. konoka" (med små bokstäver i originalet). Det innehåller noter och korta utdrag ur planeringen av seriens handling. (ISBN 4-7897-1320-2)
- Serial Experiments Lain Official Guide: En guide till PlayStation-spelet.

## Musik
- "Duvet": Introlåten. Skrevs av det brittiska bandet bôa som deras första singel och är på engelska.
- "Toi Sakebi": Outrolåten. Text och musik av Nakaido Reichi.
- Serial Experiments Lain Soundtrack: Seriens första soundtrack med musik av Nakaido Reichi. Det innehåller även intro- och outrolåtarna.
- Serial Experiments Lain Soundtrack: Cyberia Mix: Ett andra soundtrack med electronicamusik inspirerade av serien, inklusive en remix av introlåten.
- lain BOOTLEG: Två cd-skivor, soundtrack, 45+ låtar, begränsad utgåva. Innehåller bakgrundsmusik från serien och en blandad musik- och data-cd med en digital klocka och ett spel. Släppt av Pioneer Records.